# Izolda Kiec
Izolda Kiec (ur. 16 grudnia 1965 w Poznaniu) – polska literaturoznawczyni, teatrolożka, kulturoznawczyni, prezeska Fundacji Instytut Kultury Popularnej.

## Przebieg kariery
- 1989 – magister filologii polskiej (UAM)
- 1993 – doktor nauk humanistycznych (UAM), adiunkt w Zakładzie Dramatu i Teatru IFP UAM
- 1994 – stypendium Fundacji Nauki Polskiej dla młodych pracowników nauki
- 1995 – nagroda Fundacji Górskich za pracę doktorską (Zuzanna Ginczanka. Życie i twórczość)
- 1999 – doktor habilitowany w zakresie teatrologii i literaturoznawstwa polskiego, profesor UAM w Zakładzie Dramatu i Teatru IFP UAM
- 2003-2008 – kierownik Pracowni Literatury i Sztuk Popularnych w IFP UAM
- 2008-2013 – kierownik Katedry Kulturoznawstwa w WSNHID (Poznań)
- 2008 – profesor w Szkole Wyższej Psychologii Społecznej w Warszawie (od 2015 Uniwersytet SWPS)
- 2014 – profesor zwyczajny w zakresie kulturoznawstwa
- 2015 – odznaka honorowa „Zasłużony dla Kultury Polskiej” przyznana przez Minister Kultury i Dziedzictwa Narodowego Małgorzatę Omilanowską
- 2016 – stypendium twórcze Ministra Kultury i Dziedzictwa Narodowego w dziedzinie: Literatura
- 2017 – profesor zwyczajny w Uniwersytecie Artystycznym im. Magdaleny Abakanowicz w Poznaniu (Katedra Kuratorstwa i Teorii Sztuki)
- 2017 – stypendium Marszałka Województwa Wielkopolskiego w dziedzinie: Kultura i ochrona dziedzictwa narodowego
- 2020 – stypendium twórcze Ministra Kultury i Dziedzictwa Narodowego w dziedzinie: Literatura
- 2024 – stypendium twórcze Ministra Kultury i Dziedzictwa Narodowego w dziedzinie: Literatura

## Wybrane publikacje[1]

### Książki
1. Wstęp i opracowanie: Zuzanna Ginczanka, Udźwignąć własne szczęście, Poznań 1991.
2. Zuzanna Ginczanka. Życie i twórczość, Poznań 1994.
3. Halina Poświatowska, Poznań 1997.
4. Teatr służebny polskiej emigracji po 1939 roku. Z dziejów idei, Poznań 1999.
5. Złodzieje szczęścia, czyli Agnieszki Osieckiej sposób na życie, Poznań 2000.
6. Wyprzedaż teatru w ręce Błazna i Arlekina… czyli o kabarecie, Poznań 2001.
7. W kabarecie (seria „A to Polska właśnie”), Wrocław 2004.
8. W szarej sukience? Autorki i wokalistki w poszukiwaniu tożsamości, Warszawa 2013.
9. Wstęp i opracowanie: Zuzanna Ginczanka, Wiersze zebrane, Sejny 2014.
10. Historia polskiego kabaretu, Poznań 2014.
11. Czy chce pan być powieszony w sympatycznem towarzystwie? Czyli o poznańskich kabaretach artystycznych dwudziestolecia międzywojennego, Poznań 2015.
12. Wybór, opracowanie i wstęp: Roman Tadeusz Wilkanowicz, Utwory powstańcze, Poznań 2018.
13. Wybór, opracowanie i wstęp: Roman Tadeusz Wilkanowicz, Satyra i publicystyka, Poznań 2018.
14. Szoszana znaczy Niewinna. O poezji i biografii Zuzanny Ginczanki, Poznań 2019.
15. Wstęp i opracowanie: Zuzanna Ginczanka, Poezje zebrane (1931-1944), Warszawa 2019.
16. Ginczanka. Nie upilnuje mnie nikt, Wydawnictwo Marginesy, Warszawa 2020, ISBN 978-83-66500-07-5[2].
17. Opracowanie wspólnie z Jaremą Jamrożkiem (wstęp, przypisy, epilog, wybór tekstów i ilustracji, indeks nazwisk): Wiktor Bater, Wesoły rajski ptak. Ostatnia rozmowa – artykuły – wywiady, Warszawa 2022.
18. Felicja Kruszewska, Pisane wiatrem na skórze. Utwory wybrane z biografią w tle, opowieść o życiu poetki i edycja tekstów Izolda Kiec, Poznań 2022.
19. Leon Prauziński. Sztuka życia, Poznań 2022.
20. Wstęp i układ całości: Zuzanna Ginczanka, „Idę słowem jak chlebem się sycić” . Fragmenty i krajobrazy. Poezje, Kraków 2024.

### Artykuły
1. Idy Fink droga do formy dramatycznej, w zb.: Teatr i dramat polskiej emigracji 1939-89, red. I. Kiec, D. Ratajczakowa, J. Wachowski, Poznań 1994.
2. Kreacja czy autobiografia? Literackie portrety zbuntowanych wychowanków PRL-u, „Czas Kultury” 1995, nr 5/6.
3. Yentl, czyli o dziewczynie, która uczyła się siebie, w zb.: Poloniści o filmie, red. M. Hendrykowski, Poznań 1997.
4. W zielone gramy, czyli jak odzyskać raj utracony, w zb.: Igraszki trafu, teatru i tematów. Drobne scherza i scherzanda naukowe, red. B. Judkowiak, D. Ratajczakowa, Poznań 1997.
5. Kabaret serio. O scenkach, teatrzykach i rewiach emigracji polskiej po roku 1939, w zb.: Teatr i dramat emigracyjny po 1939 roku, red. E. Kalemba-Kasprzak, D. Ratajczakowa, Wrocław 1998.
6. Polski Teatr Szkolny na Wschodzie 1941-1945, „Pamiętnik Teatralny” 1998, z. 1-2.
7. „Parada” o Paradzie. Z dziejów teatru i prasy polskiej na Wschodzie 1942-1947, „Pamiętnik Teatralny” 1998, z. 1-2.
8. Posłowie do: Halina Poświatowska, Wiersze wybrane (wersja polsko-francuska), Kraków 1998.
9. Mikrohistorie Bertolta Brechta, w zb.: Na schodach Klio. Jedenaście ćwiczeń z myśli o dramacie historycznym, red. D. Ratajczakowa, I. Kiec, Poznań 1999.
10. „Sam na scenie”. Wilam Horzyca w Poznaniu (1948-51), „Kronika Miasta Poznania” 2000, nr 3.
11. Księga, czyli o „Dziejach Teatru Narodowego” Wojciecha Bogusławskiego, „Wiek Oświecenia” (pod red. T. Kostkiewiczowej) 2000, nr 16.
12. „…a Horzyca sobie”. (Trzy teatralne sezony Wilama Horzycy w Poznaniu: 1948-1951), w zb.: 125 lat. Twierdza i Teatr. Księga Jubileuszowa Teatru Polskiego w Poznaniu (1875-2000), red. K. Kurek, Poznań 2000.
13. Pomiędzy Witkacym a Mrożkiem. (Konstanty Ildefons Gałczyński „Teatrzyk >Zielona Gęś<”), w zb.: Dramat polski. Interpretacje, cz. 2, Po roku 1918, pod red. J. Ciechowicza i Z. Majchrowskiego, Gdańsk 2001.
14. Republika w teatrze, w zb.: Między duszą a ciałem, pod red. W. J. Burszty i M. Rychlewskiego, Warszawa 2003.
15. Między emancypacją a płcią mózgu. Polskie autorki wobec dramatycznej formy, w zb.: Ulotność i trwanie. Studia z tematologii i historii literatury, pod red. E. Wiegandt, A. Czyżak i Z. Kopcia, Poznań 2003.
16. Nie wierzę piosence?, „Trubadur Polski” 22-24 listopada 2004, numer specjalny, pismo wydane z okazji konferencji naukowej „W teatrze piosenki”.
17. „Fruwa twoja marynara”, czyli o hybrydowych playboyach, w zb.: Kontrkultura. Co nam z tamtych lat?, pod red. W. J. Burszty, M. Czubaja, M. Rychlewskiego, Warszawa 2005.
18. Kobiety w teatrze piosenki. Renata Przemyk i Kayah, w zb.: W teatrze piosenki, pod red. I. Kiec, M. Traczyka, Poznań 2005.
19. Zielona Gęś Konstantego Ildefonsa Gałczyńskiego i jej dzieci, w zb.: Teatr małych form – konwencje i zjawiska, pod red. J. Ciechowicza, Szczecin 2006.
20. Cudzoziemki w raju kobiet? Osiecka i Nosowska, w zb.: Nosowska. Piosenka musi posiadać tekst. Wokół twórczości Katarzyny Nosowskiej, pod red. J. Kurpisz i K. Ziętek, opieka naukowa I. Kiec, Warszawa 2008.
21. Maski i maskarady kobiecości w teatrze muzycznym, w zb.: Współczesne formy teatru muzycznego (na świecie, w Polsce, w Gdyni), pod red. J. Ciechowicza, Gdańsk 2009.
22. Popularna. Codzienna. Prywatna. Czyli o kobiecych pierwiastkach współczesnej kultury, w zb.: Kobiety w polskiej transformacji 1989-2009. Podsumowania, interpretacje, prognozy, pod red. M. Frąckowiak-Sochańskiej i S. Królikowskiej, Toruń 2010
23. Jacek Kaczmarski między historią wielką i małą, w zb.: Zostały jeszcze pieśni… Jacek Kaczmarski wobec tradycji, pod red. K. Gajdy i M. Traczyka, Warszawa 2010.
24. Śpiewające dziewczyny z sąsiedztwa, „Polonistyka” 2011, nr 1.
25. Zabijanie ptaka w locie. O mamie, tacie i nieczułym chłopcu, w zb.: Po prostu Agnieszka. W 75. rocznicę urodzin Agnieszki Osieckiej. Studia i materiały, pod red. I. Borkowskiego, Wrocław 2011.
26. O ukobiecaniu i upiększaniu historii. Casus: powstanie warszawskie, w zb.: Konteksty sztuki. Konteksty estetyki, t. III, Medium a doświadczenie, pod red. A. Drzał-Sierockiej i M. Skrzeczkowskiego, Łódź 2011.
27. Agnieszka córka Agnieszki, czyli wieczne dziewczyny polskiej piosenki, w zb.: Naprawdę jaka jesteś, nie wie nikt. Obraz kobiety w języku i literaturze, pod red. J. Smól, Poznań 2011.
28. Pożegnanie. „Kombinat” Wojciecha Kościelniaka (23. Przegląd Piosenki Aktorskiej, Wrocław 2002), w zb.: Republika wrażeń. Grzegorz Ciechowski i Republika jako fenomen społeczno-kulturowy, pod red. M. Jezińskiego, Sosnowiec 2012.
29. O dokumentalnym poszerzaniu granic sztuki. „Pierwsza miłość” Krzysztofa Kieślowskiego, w zb.: Dokument w sztuce współczesnej, pod red. I. Kiec, Poznań 2012.
30. „Duzia woda”. Marcin Świetlicki o powodzi, mediach i Nosowskiej, w zb.: Pierwsza połowa Marcina. Szkice o twórczości Marcina Świetlickiego, pod red. E. Kledzik i J. Roszak, Poznań 2012.
31. Sztubackie trele Zuzanny Gincburżanki, „Tekstualia” 2013, nr 2.
32. Marii Peszek maskarady kobiecości, „Polonistyka” 2013, nr 7.
33. Komiks, historia i kobiecość „na wymiar”, w: Komiks i jego konteksty, pod red. I. Kiec i M. Traczyka, Poznań 2014.
34. Między degradacją a nobilitacją formy, czyli mitologizacja władzy w piosence, w: Mitologizacje państwa w kulturze i literaturze iberyjskiej i polskiej, pod red. W. Charchalisa i B. Trochy, Zielona Góra 2014.
35. Drugie życie dawnych kabaretów na scenach Drugiej Emigracji (1939-1989), w: Mitologizacja kultury w polskiej i iberyjskiej twórczości artystycznej, pod red. W. Charchalisa i B. Trochy, Zielona Góra 2015.
36. Oswajanie niby-szczęścia. Trzy spotkania z Zuzanną Ginczanką, w: Zuzanna Ginczanka. Tylko szczęście jest prawdziwym życiem, pod red. A. Araszkiewicz i J. Pogorzelskiej, Warszawa 2015.
37. „Na wolności. Dziennik dla Adama”, czyli historia według Agnieszki Osieckiej, w: Historia w wersji popularnej, pod red. I. Kiec i I. Kowalczyk, Gdańsk 2015.
38. Poznańscy poloniści i polonistyka w krzywym zwierciadle noworocznej szopki AD 1934, wstęp do: Szopka polonistyczna [14 stycznia 1934 r.], rkp., oprac. I. Kiec, „Studia z Kultury Popularnej” 2015, nr 1: Prolegomena do dziejów kultury popularnej w Poznaniu.
39. Zuzanna Ginczanka, „Nowaja Polsza” 2016, nr 4.
40. „Dwanaście godzin z życia kobiety”. Wokół piosenkowego mitu kobiety z sąsiedztwa, w: Nowe słowa w piosence. Źródła. Rozlewiska, pod red. M. Budzyńskiej-Łazarewicz, K. Gajdy, Poznań 2017.
41. Tęsknię więc jestem. O zachowywaniu pamięci na przykładzie „Miasteczka Bełz” , „Sztuka i Dokumentacja” 2018, nr 18.
42. Oskarżona. Zuzanna Ginczanka o poetach i poetkach, w: Ginczanka. Na stulecie Poetki, pod red. K Kuczyńskiej-Koschany, K. Szymańskiej, Kraków 2018.
43. Haszysz bitwy, czyli o korespondentach wojennych, „Studia z Kultury Popularnej” 2018/2019, nr 2.
44. Fuck the Past! Kiss the Furute! Viva Sarajevo! (U2, trasa „Pop”), „Studia z Kultury Popularnej” 2018/2019, nr 2.
45. Biografistyka jako archeologia ruin, „Folia Praehistorica Posnaniensia” 2019, t. XXIV.
46. Sztuka kompromisów, czyli o pierwszej uczelni artystycznej w Poznaniu, „Zeszyty Artystyczne” 2020, nr 2(38).
47. Pomóżcie? Nie pozwólcie zabijać? O wyborach Miss Judea w 1929 roku, „Miasteczko Poznań” 2020, nr 3-4.
48. Zuzanna Ginczanka w archiwach i bibliotekach, „Biblioteka” 2020, r. 24.
49. Któż wie, gdzie jeszcze mieszka ostatnie żywe tchnienie? O pamięci dotyku (rzeczy), w: Kartki o Nelly Sachs, pod red. J. Roszak, Poznań 2021.
50. Rosalind i Roz, czyli o (auto)biografii córki i rysowniczki, w: Komiks. Okolice (auto)biografii, pod red. M. Traczyka, Poznań 2021.
51. Wygnaniec, czyli sztuka życia, „Miasteczko Poznań” 2021, nr 2.
52. Me revoilà! Czyli seans w małym kinie, w: Zatrzymane w obrazie. Kadry – Słowa – Fotografie, pod red. J. Czai, W. Otto, A. Śliwińskiej, Poznań 2023.

### Redakcje monografii naukowych
1. Kiec I., Ratajczakowa D., Wachowski J. (red.), Teatr i dramat polskiej emigracji 1939-89, Poznań 1994.
2. Kiec I., Ratajczakowa D., (red.), Na schodach Klio. Jedenaście ćwiczeń z myśli o dramacie historycznym, Poznań 1999.
3. Kiec I. (opieka naukowa), Agnieszka Osiecka o kobietach, mężczyznach i świecie, pod red. P. Derlatki, A. Lambryczak i M. Traczyka, Poznań 2003.
4. Kiec I. (red. naczelny), „Trubadur Polski” 22-24 listopada 2004, numer specjalny, pismo wydane z okazji konferencji naukowej „W teatrze piosenki”.
5. Kiec I., Traczyk M. (red.), W teatrze piosenki, Poznań 2005.
6. Kiec I. (opieka naukowa), Nosowska. Piosenka musi posiadać tekst. Wokół twórczości Katarzyny Nosowskiej, pod red. J. Kurpisz i K. Ziętek, Warszawa 2008.
7. Kiec I. (red.), Dokument w sztuce współczesnej, Poznań 2012.
8. Kiec I., Traczyk M. (red.), Komiks i jego konteksty, Poznań 2014.
9. Kiec I., Kowalczyk I. (red.), Historia w wersji popularnej, Gdańsk 2015.

## Nagrody
- 2016 Nominacja do Nagrody im. Józefa Łukaszewicza 2015 za książkę Czy chce pan być powieszony w sympatycznem towarzystwie? Czyli o poznańskich kabaretach artystycznych dwudziestolecia międzywojennego.[3]
- 2019 Nagroda Poznańskiego Towarzystwa Przyjaciół Nauk za najlepszą publikację o Wielkopolsce w roku 2018 (R.T. Wilkanowicz, Utwory powstańcze)[4]
- 2021 Nagroda jury miesięcznika Kraków w konkursie na najlepsze polskie dzieło biograficzne „Portrety 2020” za książkę Ginczanka[5]